# Halk Bankası Spor Kulübü 2021-2022 (pallavolo maschile)
Questa voce raccoglie le informazioni riguardanti l'Halk Bankası Spor Kulübü nelle competizioni ufficiali della stagione 2021-2022.

## Stagione
L'Halk Bankası Spor Kulübü partecipa alla stagione 2021-22 senza alcuna denominazione sponsorizzata.
Si qualifica ai play-off scudetto come vincitrice della regular season, venendo però sconfitto in finale dallo Ziraat Bankası. In Coppa di Turchia, invece, non va oltre i quarti di finale, eliminato dall'Arkas.
A livello europeo è invece di scena in Challenge Cup, attraverso la vittoria della BVA Cup: si spinge fino alla finale del terzo trofeo continentale, ma esce sconfitto al golden set contro il Narbonne.

## Organigramma societario
Area direttiva
- Presidente: Osman Arslan

Area tecnica
- Allenatore: Taner Atik
- Allenatore in seconda: Burak Dirier
- Assistente allenatore: Alper Burak
- Scoutman: Ali Rıza Metin

## Rosa
| N° | Nome               | Ruolo | Data di nascita   | Nazionalità sportiva |
| -- | ------------------ | ----- | ----------------- | -------------------- |
| 1  | Selçuk Keskin      | P     | 15 gennaio 1982   | Turchia              |
| 2  | Aslan Ekşi         | P     | 14 maggio 1989    | Turchia              |
| 3  | Božidar Vučićević  | O     | 9 dicembre 1998   | Serbia               |
| 4  | Graham Vigrass     | C     | 17 giugno 1989    | Canada               |
| 5  | Caner Ergül        | L     | 31 luglio 1994    | Turchia              |
| 7  | Furkan Aydın       | C     | 15 gennaio 1997   | Turchia              |
| 8  | Volkan Döne        | L     | 19 febbraio 1987  | Turchia              |
| 9  | Abdullah Çam       | S     | 30 marzo 1997     | Turchia              |
| 10 | Nicolás Bruno      | S     | 24 febbraio 1989  | Argentina            |
| 11 | Yiğit Gülmezoğlu   | S     | 28 dicembre 1995  | Turchia              |
| 13 | Oğuzhan Karasu     | C     | 16 giugno 1995    | Turchia              |
| 17 | Oğuzhan Tarakçı    | O     | 23 aprile 1993    | Turchia              |
| 18 | Mustafa Koç        | C     | 23 febbraio 1992  | Turchia              |
| 19 | Fernando Hernández | O     | 11 settembre 1989 | Cuba                 |
| 20 | Efe Bayram         | S     | 1º marzo 2002     | Turchia              |

## Statistiche

### Statistiche di squadra
| Competizione     | Punti | In casa | In casa | In casa | In trasferta | In trasferta | In trasferta | Totale | Totale | Totale |
| Competizione     | Punti | G       | V       | P       | G            | V            | P            | G      | V      | P      |
| ---------------- | ----- | ------- | ------- | ------- | ------------ | ------------ | ------------ | ------ | ------ | ------ |
| Efeler Ligi      | 68    | 17      | 13      | 4       | 15           | 13           | 2            | 32     | 26     | 6      |
| Coppa di Turchia | 9     | 1       | 0       | 1       | 0            | 0            | 0            | 4      | 3      | 1      |
| Challenge Cup    | -     | 6       | 6       | 0       | 6            | 5            | 1            | 12     | 11     | 1      |
| Totale           | -     | 24      | 19      | 5       | 21           | 18           | 3            | 48     | 40     | 8      |

G = partite giocate; V = partite vinte; P = partite perse

### Statistiche dei giocatori
| Giocatore     | Campionato | Campionato | Campionato | Campionato | Campionato | Coppa di Turchia | Coppa di Turchia | Coppa di Turchia | Coppa di Turchia | Coppa di Turchia | Challenge Cup | Challenge Cup | Challenge Cup | Challenge Cup | Challenge Cup | Totale | Totale | Totale | Totale | Totale |
| Giocatore     | P          | PT         | AV         | MV         | BV         | P                | PT               | AV               | MV               | BV               | P             | PT            | AV            | MV            | BV            | P      | PT     | AV     | MV     | BV     |
| ------------- | ---------- | ---------- | ---------- | ---------- | ---------- | ---------------- | ---------------- | ---------------- | ---------------- | ---------------- | ------------- | ------------- | ------------- | ------------- | ------------- | ------ | ------ | ------ | ------ | ------ |
| F. Aydın      | 6          | 17         | 9          | 6          | 2          | 0                | 0                | 0                | 0                | 0                | 5             | 23            | 12            | 8             | 3             | 11     | 40     | 21     | 14     | 5      |
| E. Bayram     | 29         | 257        | 202        | 24         | 31         | 4                | 42               | 35               | 3                | 4                | 10            | 64            | 52            | 7             | 5             | 43     | 363    | 289    | 34     | 40     |
| N. Bruno      | 32         | 403        | 339        | 23         | 41         | 4                | 49               | 36               | 7                | 6                | 7             | 72            | 63            | 5             | 4             | 43     | 524    | 438    | 35     | 51     |
| A. Çam        | 22         | 5          | 5          | 0          | 0          | 4                | 3                | 2                | 1                | 0                | 7             | 21            | 15            | 4             | 2             | 33     | 29     | 22     | 5      | 2      |
| V. Döne       | 31         | 0          | 0          | 0          | 0          | 4                | 0                | 0                | 0                | 0                | 10            | 0             | 0             | 0             | 0             | 45     | 0      | 0      | 0      | 0      |
| A. Ekşi       | 30         | 20         | 7          | 5          | 8          | 4                | 4                | 0                | 1                | 3                | 8             | 16            | 6             | 5             | 5             | 42     | 40     | 13     | 11     | 16     |
| C. Ergül      | 32         | 0          | 0          | 0          | 0          | 4                | 0                | 0                | 0                | 0                | 10            | 0             | 0             | 0             | 0             | 46     | 0      | 0      | 0      | 0      |
| Y. Gülmezoğlu | 28         | 219        | 169        | 28         | 22         | 4                | 42               | 35               | 4                | 3                | 9             | 64            | 48            | 10            | 6             | 41     | 325    | 252    | 42     | 31     |
| F. Hernández  | 27         | 417        | 354        | 26         | 37         | 1                | 23               | 18               | 2                | 3                | 8             | 90            | 71            | 5             | 14            | 36     | 530    | 443    | 33     | 54     |
| O. Karasu     | 26         | 158        | 109        | 35         | 14         | 1                | 8                | 6                | 2                | 0                | 9             | 43            | 26            | 11            | 6             | 36     | 209    | 141    | 48     | 20     |
| S. Keskin     | 29         | 63         | 26         | 29         | 8          | 4                | 9                | 2                | 5                | 2                | 7             | 22            | 8             | 11            | 3             | 40     | 94     | 36     | 45     | 13     |
| M. Koç        | 10         | 88         | 59         | 24         | 5          | 4                | 34               | 23               | 11               | 0                | 3             | 21            | 16            | 3             | 2             | 17     | 143    | 98     | 38     | 7      |
| O. Tarakçı    | 18         | 230        | 187        | 28         | 15         | -                | -                | -                | -                | -                | -             | -             | -             | -             | -             | 18     | 230    | 187    | 28     | 15     |
| G. Vigrass    | 31         | 247        | 168        | 56         | 23         | 4                | 37               | 23               | 12               | 2                | 7             | 62            | 41            | 15            | 6             | 42     | 346    | 232    | 83     | 31     |
| B. Vučićević  | 20         | 163        | 143        | 10         | 10         | 1                | 0                | 0                | 0                | 0                | 7             | 68            | 56            | 10            | 2             | 28     | 231    | 199    | 20     | 12     |

P = presenze; PT = punti totali; AV = attacchi vincenti; MV = muri vincenti; BV = battute vincenti